# طائفة باغية
الطائفة الباغية وهي طائفة من المسلمين ذات شوكة، تخرج على الإمام بتأويل تبغي خلعه أو أنها لا ترضى الدخول في طاعته. والتأويل كأن يروا أن ظلمًا أصابهم أو غيره، وعليه يجب قتالهم بعد الأمر بالصلح لحرمة الخروج على الأئمة.

## قتال البغاة
حكم أهل البغي هو البدء بالإصلاح بينهم فإن أبوا الرجوع عما هم عليه وجب قتالهم حتى يرجعوا عما هم عليه لقوله تعالى: ﴿وَإِنْ طَائِفَتَانِ مِنَ الْمُؤْمِنِينَ اقْتَتَلُوا فَأَصْلِحُوا بَيْنَهُمَا فَإِنْ بَغَتْ إِحْدَاهُمَا عَلَى الْأُخْرَى فَقَاتِلُوا الَّتِي تَبْغِي حَتَّى تَفِيءَ إِلَى أَمْرِ اللَّهِ فَإِنْ فَاءَتْ فَأَصْلِحُوا بَيْنَهُمَا بِالْعَدْلِ وَأَقْسِطُوا إِنَّ اللَّهَ يُحِبُّ الْمُقْسِطِينَ ۝٩﴾ [الحجرات:9]، وقال رسول الله ﷺ: «من خرج على أمتي وهم جميع؛ فاضربوا عنقه بالسيف، كائنا من كان»، وقتالهم فرض كفاية على المسلمين؛ والهدف من قتال أهل البغي هو دفعهم لا قتلهم فيحرم قتل أسيرهم ويحبس حتى تنتهي الفتنة، ويحرم الإجهاز على جريحهم. كما أن أهل البغي لا تغنم أموالهم؛ لأنها كأموال غيرهم من المسلمين، ولا تسبى نسائهم ولا تستعبد أولادهم، وبعد انقضاء القتال وخمود الفتنة من وجد منهم ماله بيد غيره؛ أخذه، وما تلف منه حال الحرب؛ فهو هدر.